# Contopus albogularis
El pibí gorgiblanco o pibí de garganta blanca (Contopus albogularis) es una especie de ave paseriforme de la familia Tyrannidae perteneciente al numeroso género Contopus. Es nativo del norte de América del Sur.

## Distribución y hábitat
Se distribuye localmente en el este de Surinam, en la Guayana Francesa y en el extremo noreste de Brasil (Amapá).
Esta especie es considerada rara y local en sus hábitats naturales: el dosel y los bordes de selvas húmedas de regiones bajas, principalmente entre 400 y 500 m de altitud.

## Sistemática

### Descripción original
La especie C. albogularis fue descrita por primera vez por el ornitólogo francés Jacques Berlioz en 1962 bajo el nombre científico Myiochanes albogularis; su localidad tipo es: «Maripasoula, Guayana Francesa».

### Etimología
El nombre genérico masculino «Contopus» se compone de las palabras del griego «kontos» que significa ‘percha’, y «podos» que significa ‘pies’; y el nombre de la especie «albogularis», se compone de las palabras del latín «albus» que significa ‘blanco’, y «gularis» que significa ‘de garganta’.

### Taxonomía
Es monotípica.